# II-divisioona 2011
La II-divisioona 2011 è stata la 18ª edizione del campionato di football americano di terzo livello, organizzato dalla SAJL.
Per la prima volta la finale è denominata Rautamalja.

## Squadre partecipanti
| Club                   | Città     | Stadio | Sponsor ufficiale | Risultato nella stagione 2010 |
| ---------------------- | --------- | ------ | ----------------- | ----------------------------- |
| East City Giants       | Helsinki  |        |                   |                               |
| Hanko Sun City         | Hanko     |        |                   |                               |
| Helsinki Wolverines II | Helsinki  |        |                   |                               |
| Hyvinkää Falcons       | Hyvinkää  |        |                   |                               |
| Joensuu Wolves         | Joensuu   |        |                   |                               |
| Jyväskylä Pirates      | Jyväskylä |        |                   |                               |
| Lieto Oakmen           | Lieto     |        |                   |                               |
| Mikkeli Bouncers       | Mikkeli   |        |                   |                               |
| Pori Bears             | Pori      |        |                   |                               |
| Salo Scorpions         | Salo      |        |                   |                               |
| Sipoo Bulldogs         | Sipoo     |        |                   |                               |
| Tallinn Torm           | Tallinn   |        |                   |                               |
| Tampere Saints         | Tampere   |        |                   |                               |
| Vaasa Vikings          | Vaasa     |        |                   |                               |

## Stagione regolare

### Calendario

#### 1ª giornata
| Jyväskylä 14 maggio 2011, ore 12:00 | Jyväskylä Pirates | 27 – 15 | Mikkeli Bouncers | Palokan keinonurmi |

| Sipoo 14 maggio 2011, ore 12:00 | Sipoo Bulldogs | 21 – 0 | Tallinn Torm | Söderkullan urheilukenttä |

| Helsinki 14 maggio 2011, ore 13:00 | Helsinki Wolverines II | 13 – 6 | Hanko Sun City | Velodromo di Helsinki |

| Pori 14 maggio 2011, ore 14:00 | Pori Bears | 29 – 0 | Salo Scorpions | Porin urheilukeskus |

#### 2ª giornata
| Raisio 21 maggio 2011, ore 13:00 | Lieto Oakmen | 3 – 48 | Pori Bears | Kerttulan Urheilukenttä |

| Mikkeli 21 maggio 2011, ore 15:00 | Mikkeli Bouncers | 26 – 48 | Joensuu Wolves | Lähemäen nurmikenttä |

| Jyväskylä 21 maggio 2011, ore 15:30 | Jyväskylä Pirates | 14 – 30 | Hyvinkää Falcons | Palokan keinonurmi |

| Helsinki 22 maggio 2011, ore 14:00 | Helsinki Wolverines II | 6 – 10 | Sipoo Bulldogs | Velodromo di Helsinki |

| Tallinn 22 maggio 2011, ore 15:00 | Tallinn Torm | 6 – 14 (d.t.s.) | East City Giants | Tallinna Hipodroom |

#### Recuperi 1
| Hyvinkää 28 maggio 2011, ore 14:00 | Hyvinkää Falcons | 8 – 7 | Tampere Saints | Perttulan kenttä |

| Vaasa 28 maggio 2011, ore 14:30 | Vaasa Vikings | 39 – 0 | Salo Scorpions | Botniahallin ulkokeinonurmi |

#### 3ª giornata
| Hyvinkää 4 giugno 2011, ore 14:00 | Hyvinkää Falcons | 52 – 0 | Joensuu Wolves | Perttulan kenttä |

| Tampere 4 giugno 2011, ore 16:00 | Tampere Saints | 6 – 14 | Jyväskylä Pirates | Pyynikin urheilukenttä |

| Helsinki 4 giugno 2011, ore 18:00 | East City Giants | 6 – 10 | Helsinki Wolverines II | Velodromo di Helsinki |

| Vaasa 5 giugno 2011, ore 14:00 | Vaasa Vikings | 7 – 21 | Pori Bears | Palosaaren kenttä |

| Hanko 5 giugno 2011, ore 16:00 | Hanko Sun City | 6 – 18 | Sipoo Bulldogs | Rukki Arena |

#### 4ª giornata
| Sipoo 11 giugno 2011, ore 12:00 | Sipoo Bulldogs | 20 – 0 | East City Giants | Söderkullan urheilukenttä |

| Hyvinkää 11 giugno 2011, ore 14:00 | Hyvinkää Falcons | 41 – 6 | Mikkeli Bouncers | Torikadun nurmikenttä |

| Hanko 11 giugno 2011, ore 14:00 | Hanko Sun City | 31 – 16 | Tallinn Torm | Rukki Arena |

| Vaasa 12 giugno 2011, ore 14:00 | Vaasa Vikings | 41 – 8 | Lieto Oakmen | Palosaaren kenttä |

| Tampere 12 giugno 2011, ore 16:00 | Tampere Saints | 17 – 8 | Joensuu Wolves | Pyynikin urheilukenttä |

#### 5ª giornata
| Joensuu 18 giugno 2011, ore 13:00 | Joensuu Wolves | 16 – 26 | Jyväskylä Pirates | Utran tekonurmi |

| Helsinki 18 giugno 2011, ore 14:00 | Helsinki Wolverines II | 14 – 0 | Tallinn Torm | Velodromo di Helsinki |

| Mikkeli 18 giugno 2011, ore 15:00 | Mikkeli Bouncers | 9 – 6 | Tampere Saints | Lähemäen nurmikenttä |

| Helsinki 18 giugno 2011, ore 18:00 | East City Giants | 46 – 12 | Hanko Sun City | Velodromo di Helsinki |

| Raisio 19 giugno 2011, ore 18:00 | Lieto Oakmen | 0 – 22 | Salo Scorpions | Kerttulan Urheilukenttä |

#### 6ª giornata
| Sipoo 2 luglio 2011, ore 12:00 | Sipoo Bulldogs | 59 – 21 | Helsinki Wolverines II | Söderkullan urheilukenttä |

| Salo 2 luglio 2011, ore 13:00 | Salo Scorpions | 6 – 25 | Vaasa Vikings | Keskusurheilupuiston keinonurmi |

| Pori 2 luglio 2011, ore 15:00 | Pori Bears | 61 – 0 | Lieto Oakmen | Porin urheilukeskus |

| Joensuu 3 luglio 2011, ore 10:00 | Joensuu Wolves | 14 – 8 | Hyvinkää Falcons | Utran tekonurmi |

| Jyväskylä 3 luglio 2011, ore 12:00 | Jyväskylä Pirates | 12 – 22 | Tampere Saints | Palokan keinonurmi |

| Helsinki 3 luglio 2011, ore 15:30 | East City Giants | 39 – 0 | Tallinn Torm | Velodromo di Helsinki |

#### 7ª giornata
| Joensuu 9 luglio 2011, ore 13:00 | Joensuu Wolves | 34 – 0 | Mikkeli Bouncers | Utran tekonurmi |

| Tallinn 9 luglio 2011, ore 13:00 | Tallinn Torm | 8 – 28 | Sipoo Bulldogs | Tallinna Hipodroom |

| Hyvinkää 9 luglio 2011, ore 14:00 | Hyvinkää Falcons | 41 – 6 | Jyväskylä Pirates | Perttulan kenttä |

| Pori 9 luglio 2011, ore 15:00 | Pori Bears | 33 – 0 | Vaasa Vikings | Porin urheilukeskus |

| Hanko 9 luglio 2011, ore 15:00 | Hanko Sun City | 7 – 6 | Helsinki Wolverines II | Rukki Arena |

#### 8ª giornata
| Tartu 16 luglio 2011, ore 14:00 | Tallinn Torm | 10 – 21 | Helsinki Wolverines II | Ülenurme staadion |

| Hanko 16 luglio 2011, ore 15:00 | Hanko Sun City | 28 – 48 | East City Giants | Rukki Arena |

| Raisio 17 luglio 2011, ore 13:00 | Lieto Oakmen | 6 – 21 | Vaasa Vikings | Kerttulan Urheilukenttä |

| Tampere 17 luglio 2011, ore 16:00 | Tampere Saints | 20 – 6 | Mikkeli Bouncers | Pyynikin urheilukenttä |

| Jyväskylä 19 luglio 2011, ore 18:30 | Jyväskylä Pirates | 18 – 0 | Joensuu Wolves | Palokan keinonurmi |

#### 9ª giornata
| Sipoo 23 luglio 2011, ore 12:00 | Sipoo Bulldogs | 74 – 0 | Hanko Sun City | Söderkullan urheilukenttä |

| Joensuu 23 luglio 2011, ore 13:00 | Joensuu Wolves | 28 – 14 | Tampere Saints | Utran tekonurmi |

| Pertteli 23 luglio 2011, ore 14:30 | Salo Scorpions | 0 – 40 | Pori Bears | Kaivolan pallokenttä |

| Mikkeli 23 luglio 2011, ore 15:00 | Mikkeli Bouncers | 32 – 31 | Hyvinkää Falcons | Lähemäen nurmikenttä |

| Helsinki 25 luglio 2011, ore 18:00 | Helsinki Wolverines II | 7 – 21 | East City Giants | Velodromo di Helsinki |

#### 10ª giornata
| Salo 30 luglio 2011, ore 13:00 | Salo Scorpions | 2 – 16 | Lieto Oakmen | Keskusurheilupuiston keinonurmi |

| Tallinn 30 luglio 2011, ore 13:00 | Tallinn Torm | 12 – 20 | Hanko Sun City | Tallinna Hipodroom |

| Helsinki 30 luglio 2011, ore 17:00 | East City Giants | 7 – 0 | Sipoo Bulldogs | Velodromo di Helsinki |

| Mikkeli 31 luglio 2011, ore 15:00 | Mikkeli Bouncers | 19 – 6 | Jyväskylä Pirates | Lähemäen nurmikenttä |

| Tampere 31 luglio 2011, ore 16:00 | Tampere Saints | 16 – 28 | Hyvinkää Falcons | Pyynikin urheilukenttä |

### Classifiche
Le classifiche della regular season sono le seguenti:
- PCT = percentuale di vittorie, G = partite giocate, V = partite vinte,  P = partite perse, PF = punti fatti, PS = punti subiti

#### Girone 1
| Pos. | Squadra           | PCT  | G | V | N | P | PF  | PS  |
| ---- | ----------------- | ---- | - | - | - | - | --- | --- |
| 1    | Hyvinkää Falcons  | .750 | 8 | 6 | 0 | 2 | 239 | 95  |
| 2    | Jyväskylä Pirates | .500 | 8 | 4 | 0 | 4 | 123 | 149 |
| 3    | Joensuu Wolves    | .500 | 8 | 4 | 0 | 4 | 148 | 161 |
| 4    | Tampere Saints    | .375 | 8 | 3 | 0 | 5 | 108 | 113 |
| 5    | Mikkeli Bouncers  | .375 | 8 | 3 | 0 | 5 | 113 | 213 |

#### Girone 2
| Pos. | Squadra        | PCT   | G | V | N | P | PF  | PS  |
| ---- | -------------- | ----- | - | - | - | - | --- | --- |
| 1    | Pori Bears     | 1.000 | 6 | 6 | 0 | 0 | 232 | 10  |
| 2    | Vaasa Vikings  | .667  | 6 | 4 | 0 | 2 | 133 | 74  |
| 3    | Salo Scorpions | .167  | 6 | 1 | 0 | 5 | 30  | 149 |
| 4    | Lieto Oakmen   | .167  | 6 | 1 | 0 | 5 | 33  | 195 |

#### Girone 3
| Pos. | Squadra                | PCT  | G | V | N | P | PF  | PS  |
| ---- | ---------------------- | ---- | - | - | - | - | --- | --- |
| 1    | Sipoo Bulldogs         | .875 | 8 | 7 | 0 | 1 | 230 | 48  |
| 2    | East City Giants       | .750 | 8 | 6 | 0 | 2 | 181 | 83  |
| 3    | Helsinki Wolverines II | .500 | 8 | 4 | 0 | 4 | 98  | 119 |
| 4    | Hanko Sun City         | .375 | 8 | 3 | 0 | 5 | 110 | 233 |
| 5    | Tallinn Torm           | .000 | 8 | 0 | 0 | 8 | 52  | 188 |

## Playoff

### Tabellone
|  | Wild Card | Wild Card         | Wild Card      |                  |     | Semifinali | Semifinali | Semifinali |  |  | I Rautamalja | I Rautamalja | I Rautamalja |  |
|  |           |                   |                |                  |     |            |            |            |  |  |              |              |              |  |
|  |           |                   |                |                  |     | 1-2        | Pori Bears | 42         |  |  |              |              |              |  |
|  |           |                   |                |                  |     | 1-2        | Pori Bears | 42         |  |  |              |              |              |  |
|  |           |                   | 2-3            | East City Giants | 6   |            |            |            |  |  |              |              |              |  |
|  | 2-3       | East City Giants  | 2-3            | East City Giants | 6   | 19         |            |            |  |  |              |              |              |  |
|  | 2-3       | East City Giants  |                |                  |     |            |            |            |  |  |              |              |              |  |
|  | 2-2       | Vaasa Vikings     | 7              |                  |     |            |            |            |  |  |              |              |              |  |
|  | 2-2       | Vaasa Vikings     | 7              |                  | 1-2 | Pori Bears | 43         |            |  |  |              |              |              |  |
|  |           |                   |                |                  |     |            |            |            |  |  |              |              |              |  |
|  |           |                   | 1-3            | Sipoo Bulldogs   | 7   |            |            |            |  |  |              |              |              |  |
|  |           |                   |                | Sipoo Bulldogs   | 7   |            |            |            |  |  |              |              |              |  |
|  |           |                   |                |                  |     |            |            |            |  |  |              |              |              |  |
|  |           |                   |                |                  |     |            |            |            |  |  |              |              |              |  |
|  |           | 1-3               | Sipoo Bulldogs | 41               |     |            |            |            |  |  |              |              |              |  |
|  |           |                   |                | 41               |     |            |            |            |  |  |              |              |              |  |
|  |           |                   | 1-1            | Hyvinkää Falcons | 19  |            |            |            |  |  |              |              |              |  |
|  | 1-1       | Hyvinkää Falcons  | 1-1            | Hyvinkää Falcons | 19  | 19         |            |            |  |  |              |              |              |  |
|  | 1-1       | Hyvinkää Falcons  |                |                  |     |            |            |            |  |  |              |              |              |  |
|  | 2-1       | Jyväskylä Pirates | 13             |                  |     |            |            |            |  |  |              |              |              |  |

### Wild Card
| Hyvinkää 7 agosto 2011, ore 14:00 | Hyvinkää Falcons | 19 – 13 | Jyväskylä Pirates | Perttulan kenttä |

| Helsinki 7 agosto 2011, ore 15:00 | East City Giants | 19 – 7 | Vaasa Vikings | Velodromo di Helsinki |

### Semifinali
| Sipoo 13 agosto 2011, ore 12:00 | Sipoo Bulldogs | 41 – 19 | Hyvinkää Falcons | Söderkullan urheilukenttä |

| Pori 13 agosto 2011, ore 15:00 | Pori Bears | 42 – 6 | East City Giants | Porin urheilukeskus |

### I Rautamalja
| Pori 21 agosto 2011, ore 16:00 | Pori Bears | 43 – 7 | Sipoo Bulldogs | Porin urheilukeskus |

## Verdetti
- Pori Bears Vincitori del Rautamalja 2011